# Irene Jessner
Irene Jessner (Viena, 28 d'agost de 1901 – Toronto, Canadà, 10 de gener de 1994) fou una soprano i professora de cant nacionalitzada canadenca.
Va estudiar piano al Neues Konservatorium de Viena amb Victor Fuchs, fent el seu debut (Teplice, 1930) com a Elsa de Lohengrin de Wagner i una gira per Europa en òperes i musicals, gaudint d'un èxit particular a Txecoslovàquia com a Aida. Convidada per Edward Johnson per unir-se al Metropolitan de Nova York, va fer el seu debut als Estats Units el 1936 amb Hänsel i Gretel i al Metropolitan Opera el 21 de desembre de 1936 amb Die Walküre de Wagner. Va romandre amb aquesta companyia fins a 1952, cantant en un total de 261 representacions, en papers com ara Desdemona d'Otello (Verdi) i la Mariscala en Der Rosenkavalier (Richard Strauss). El seu comiat del MET el va fer interpretant el paper de Gutrune de Götterdämmerung de Wagner l'1 de febrer de 1952. Un cop més en una invitació de Johnson, es va incorporar a la Facultat de Música de la Universitat de Toronto, el mateix any 1952.
Els seus alumnes canadencs inclouen Léonard Bilodeau, Stephanie Bogle, Maurici Brown, Martha Collins, Mark DuBois, Mary Lou Fallis, Nancy Hermiston, Jean MacPhail, Lois McDonall, Roxolana Roslak, Teresa Stratas, Lilian Sukis, Heather Thomson, Patrick Timney, Riki Turofsky, Portia Blanca, i Jeannette Zarou.
El retir de Jessner de la Universitat de Toronto a la primavera de 1986 va ser seguit d'un concert de gala el 3 de novembre de 1986 amb molts dels seus alumnes. La Facultat de Música va establir un fons de beques amb el seu nom, reconeixent la seva influència en tota una generació de cantants canadencs. En els seus últims anys de la seva vida, després de la mort del seu marit, Arthur de Nordy, Jessner viure a casa del seu ex alumne Marc DuBois. Carl Morey descriu Jessner com "una de les poques professores de veu veritablement excepcionals al Canadà".

## Enregistraments
- Jessner va gravar una cançó de Rimsky-Korsakov i un arioso de Txaikovski pel segell Victor (Vic 17569). Se la pot escoltar també en un enregistrament complet de l'òpera Die Meistersinger (Celebrity EJS 224), piratejat d'una transmissió des del Metropolitan Opera del 2 de desembre de 1939, en un enregistrament privat d'Elektra (2-Robin Hood), enregistrat el 25 de desembre de 1949, i en un enregistrament de 78rpm del tercer acte de Die Walküre en què canta tant Sieglinde com Ortlinde (8-Columbia CM-581).
- Una reedició de 1997 d'interpretacions gravades per la Music Society recrea la seva veu en la producció del Met de Der Rosenkavalier del 16 de febrer de 1946.